# Pax Americana

Прапор США

Pax Americana (латинізація сучасного лінгвістичного терміна «Американський світ») — стилістичний термін на позначення періоду економічної та суспільно-політичної стабільності, який склався спочатку в Західній Півкулі, а після закінчення Другої світової війни й в усьому світі й характеризувався політичним, культурним та економічним домінуванням США. На противагу до неї існував й СРСР, який став центром Pax Sovietica (Радянський світ). Американське домінування було свого роду аналогом стародавньої Римської імперії за часів найвищого розквіту, яка сформувала свій Pax Romana. Термін Pax Americana пов'язаний, і багато в чому став наступником Pax Britannica (1815—1914), періоду британської гегемонії в світі.
Роль США, як домінантної сили у світі, багато в чому пояснювалась тим, що ця країна не постраждала від руйнівних наслідків Другої світової війни і змогла легко поширити свій вплив в країнах Заходу. Багато в чому роль США після 1945 була навіть значнішою, ніж після розпаду СРСР в 1991 році. Однак, попри міцні економічні зв'язки між країнами, які складали Pax Americana, між ними були й розбіжності — в першу чергу з Францією, яка намагалась вести самостійну політику всупереч США.

## Походження світоустрою

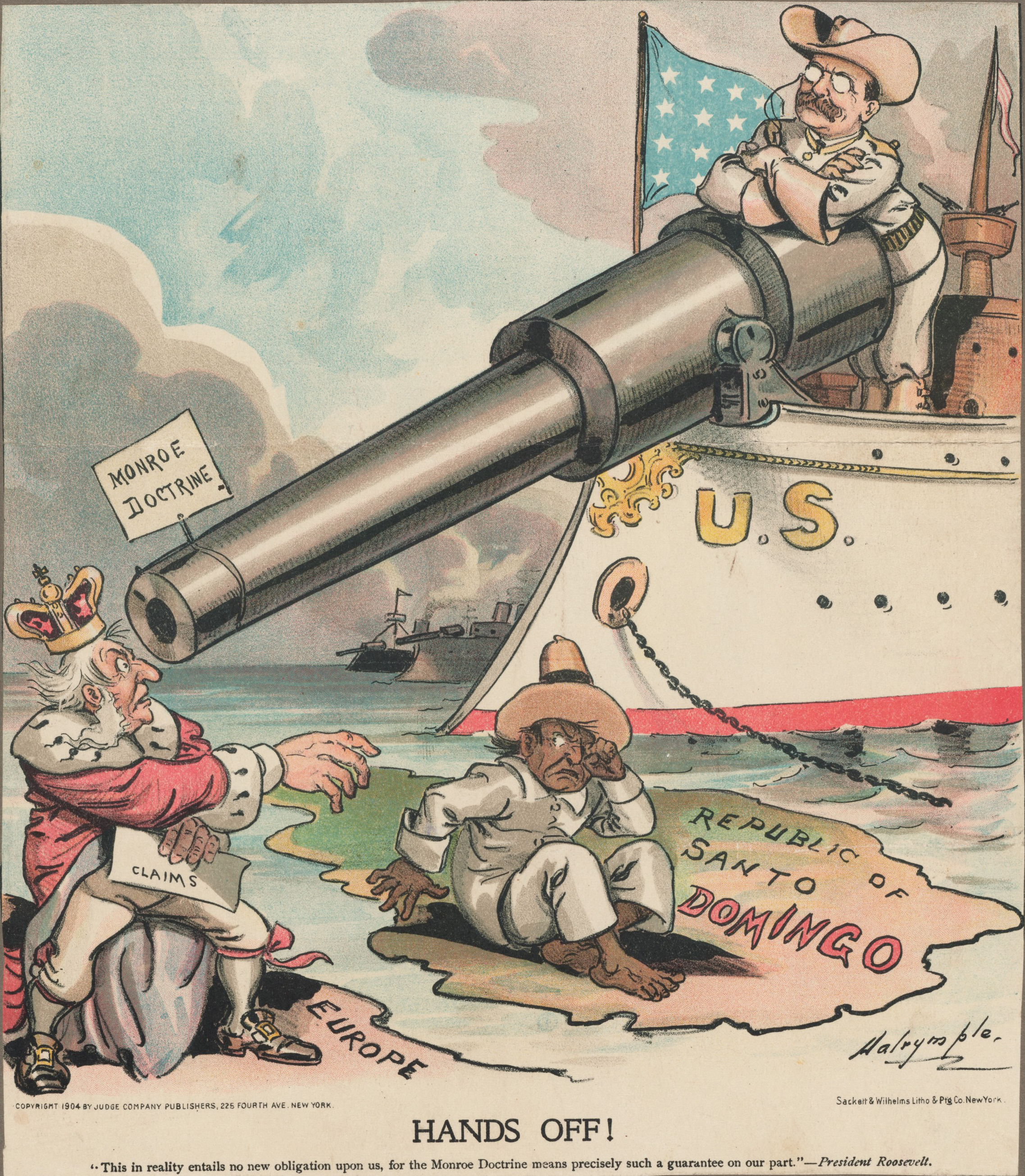
Політична карикатура 1904 року, що зображує політику «великого кийка» президента США Теодора Рузвельта, який запровадив Висновок Рузвельта до доктрини Монро 1823 року, щоб виправдати американську інтервенцію до Республіки Санто-Домінго, яка опинилася на межі дефолту, заборгувавши Франції, Німеччині, Італії та Нідерландам

Pax Americana виник частково завдяки прямому впливу Сполучених Штатів, але, що більш важливо, завдяки міжнародним інституціям, що підтримуються американським капіталом і дипломатією.
Однополярний світовий порядок, що виник після розпаду Радянського Союзу, не можна порівняти з вигідним становищем Сполучених Штатів у 1945 році, яке поважав розвинений світ. На той час вони домінували у половині світового виробництва, володіли 80 відсотками світового золотого запасу і були єдиною ядерною державою у світі. Вже будучи найбільшою економікою світу, Сполучені Штати закінчили Другу світову війну з практично неушкодженою та ефективною інфраструктурою і дуже сильними збройними силами. Старий Світ, чиї життя, інфраструктура і капітал були катастрофічно зруйновані у Другій світовій війні, а імперіалізм вичерпав себе, був, однак, переможцем і переможеним одночасно.
Японія, яку Сполучені Штати сильно обложили і реструктуризували за допомогою таких програм, як План Маршалла, ставала все більш зобов'язаною економічно об'єднавчим оборонним зв'язкам, падінню залізної завіси і закінченню холодної війни. Завдяки американській підтримці Європа та Японія змогли не лише швидко відновити свою виробничу інфраструктуру, але й посилити міжнародну співпрацю, як у випадку з Європейським об'єднанням вугілля та сталі, або іншими формами міжнародного співробітництва.
Але, попри вигідні умови вільної торгівлі, культурна відраза до традиційної імперії (навіть без власних колоніальних інтересів), а також тривожна небезпека комунізму в Китаї та вибуху першої радянської атомної бомби призвели до того, що історично ізоляціоністські Сполучені Штати були дуже зацікавлені в розвитку багатосторонніх інституцій для встановлення світового порядку на їхньому боці.
- Міжнародний валютний фонд (МВФ) і Світовий банк (Міжнародний банк реконструкції та розвитку), частина Бреттон-Вудської системи міжнародного фінансового управління і, крім того, індексація цін на валюту до долара США, яка тривала до початку 1970-х років.
- НАТО, Договір про спільну оборону атлантичних держав, угоди про спільну оборону з Японією та Південною Кореєю, а також менш всеосяжна Організація Договору про Південно-Східну Азію (СЕАТО). З падінням залізної завіси й закінченням холодної війни Сполучені Штати зберегли значні військові контингенти в Європі і Східній Азії.
- Генеральна угода з тарифів і торгівлі (ГАТТ), протокол про нормалізацію і зниження торговельних тарифів.
- ООН, але особливо право вето постійних членів Ради Безпеки.

На думку деяких критиків, ці програми та організації є інструментами впливу американської влади або державної політики, або ж ними погано керують і вони мають згубний вплив на деякі держави. Інші обурюються залежністю своїх країн від військового захисту США, незгодою з політикою США або присутністю американських військ. Здатність Сполучених Штатів діяти як "світовий жандарм" обмежена історичною відразою їхніх громадян до зовнішніх воєн. З усім тим, інститути, що стоять за Pax Americana, наполегливо продовжують діяти й на початку 21 століття.

## Pax Americana як імперіалізм

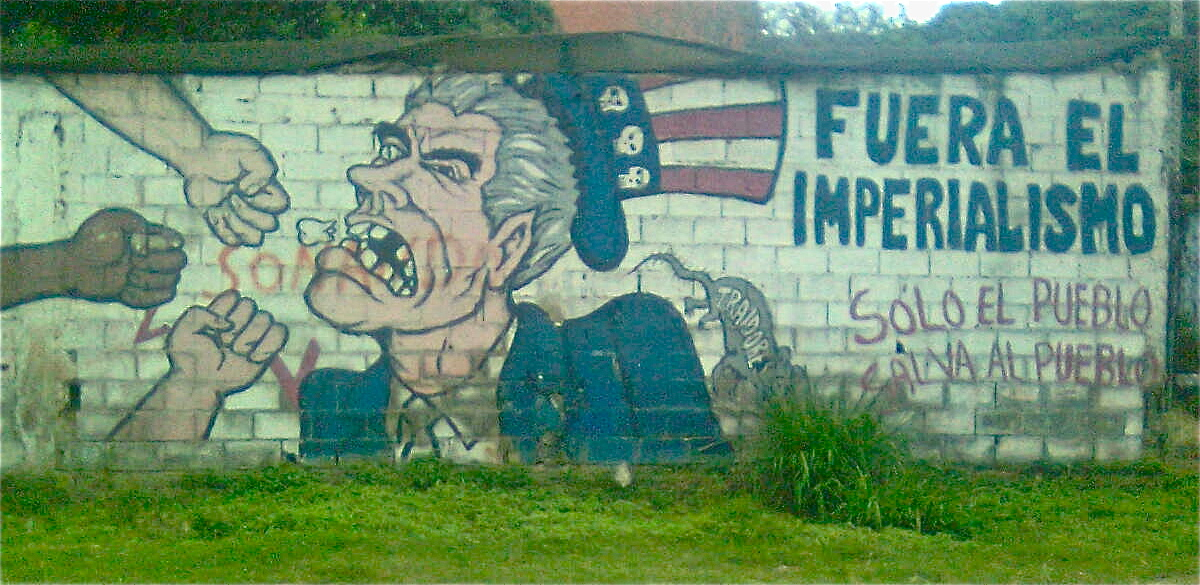
Стріт-арт у Каракасі із зображенням дядька Сема та звинуваченням американського уряду в імперіалізмі

Тривала ізоляціоністська історія Сполучених Штатів зменшилася лише після великих потрясінь, пов'язаних з іспано-американською війною, Першою світовою війною, Другою світовою війною, Холодною війною та різними конфліктами з недержавними акторами після Холодної війни. Говард Зінн і Ноам Хомський стверджують, що Сполучені Штати шукали або знайшли свою так звану імперіалістичну роль самостійно, спираючись на свій статус світової наддержави. У будь-якому випадку, термін «ізоляціоніст» застосовується в цьому контексті на світовій арені; Сполучені Штати ніколи не були ізоляціоністами, залишаючись у своїй сфері впливу щодо західної півкулі і залишаючись посередині в конфліктах в цій частині світу.
Наприкінці 19 століття між імперіалістичними та ізоляціоністськими групами точилися запеклі переговори. У той час улюбленими країнами імперіалістичних груп були контрольовані США Гаваї та Філіппіни. Традиційна американська політика, включаючи політику Семюеля Гомперса та Ендрю Карнеґі, полягала в тому, щоб уникати зовнішніх зв'язків. У той час слово «імперіалістичний» мало позитивну конотацію для її прихильників і негативну - для опонентів. Коли Теодор Рузвельт обійняв посаду президента після вбивства Вільяма Мак-Кінлі в 1901 році, він прискорив ізоляціоністську політику Мак-Кінлі в напрямку осі глобального іноземного втручання.

## Pax Americana і глобалізм
Однією з відмінностей Pax Americana від попереднього «миру наддержав» є зростаючий вплив транснаціональних корпорацій та неурядових організацій на світову політику. Ці організації розширюють свій вплив у різних країнах за допомогою «глобальних стандартів», які просувають США. Крім того, оскільки глобалізм під проводом США пов'язаний із занепадом американської промисловості та економічним розвитком країн, що розвиваються, таких як Китай, а також призвів до ослаблення США, глобалізм викликав обурення традиційних консерваторів у США.

## Військові інтервенції США з 1945 року

Країни з Розгортання військових сил США або ті, що дозволяють США використовувати свої об'єкти у військових цілях

- Китай: 1945-46
- Корея: 1950-53
- Китай: 1950-53
- Гватемала: 1954
- Індонезія: 1958
- Куба: 1959-60
- Гватемала: 1960
- Конго: 1964
- Перу: 1965
- Лаос: 1964-73
- В'єтнам: 1961-73
- Камбоджа: 1969-70
- Гватемала: 1967-69
- Гренада: 1983
- Лівія: 1986
- Сальвадор: 1980-ті
- Нікарагуа: 1980-ті
- Панама: 1989
- Ірак: 1991-99
- Судан: 1998
- Афганістан: 1998
- Югославія: 1999
- Афганістан: 2001
- Ірак: 2003
- Лівія: 2011
- Ірак: 2014
- Сирія: 2015